# Coranthus
Coranthus is een geslacht van straalvinnige vissen uit de familie van kardinaalbaarzen (Apogonidae). Het geslacht is voor het eerst wetenschappelijk beschreven in 1961 door Smith.

## Soorten
- Coranthus polyacanthus (Vaillant, 1877)